# Église Saint-Malo de Plédéliac
Pour les articles homonymes, voir Église Saint-Malo.
L'église Saint-Malo est située à Plédéliac en France.

## Localisation
L'église est située sur la commune de Plédéliac dans le département des Côtes-d'Armor, dans la région Bretagne.

## Historique
L'église est inscrite partiellement au titre des monuments historiques par arrêté du 26 mai 1926.

## Protection
Éléments protégés : la façade et la nef.

## Galerie

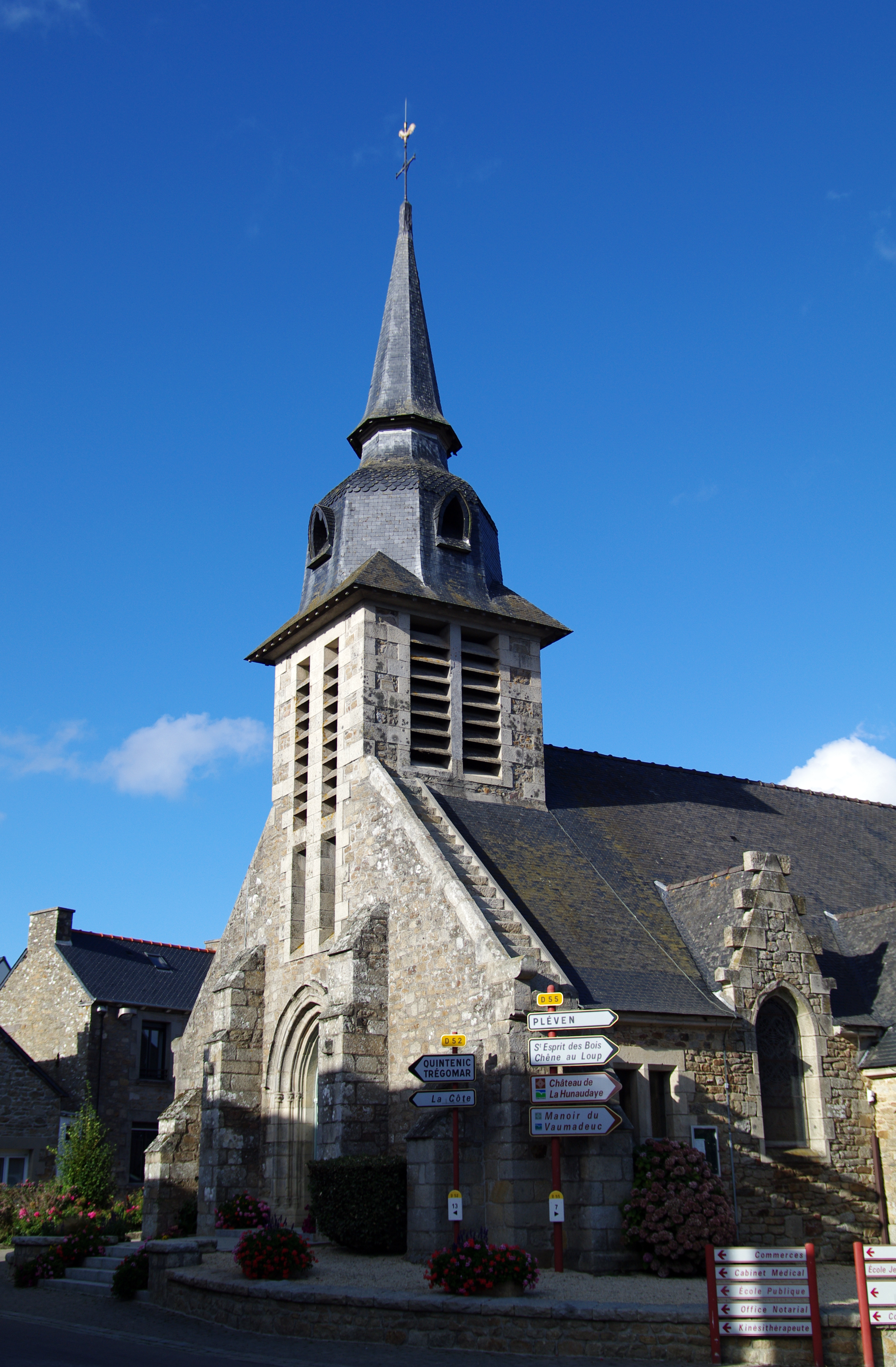
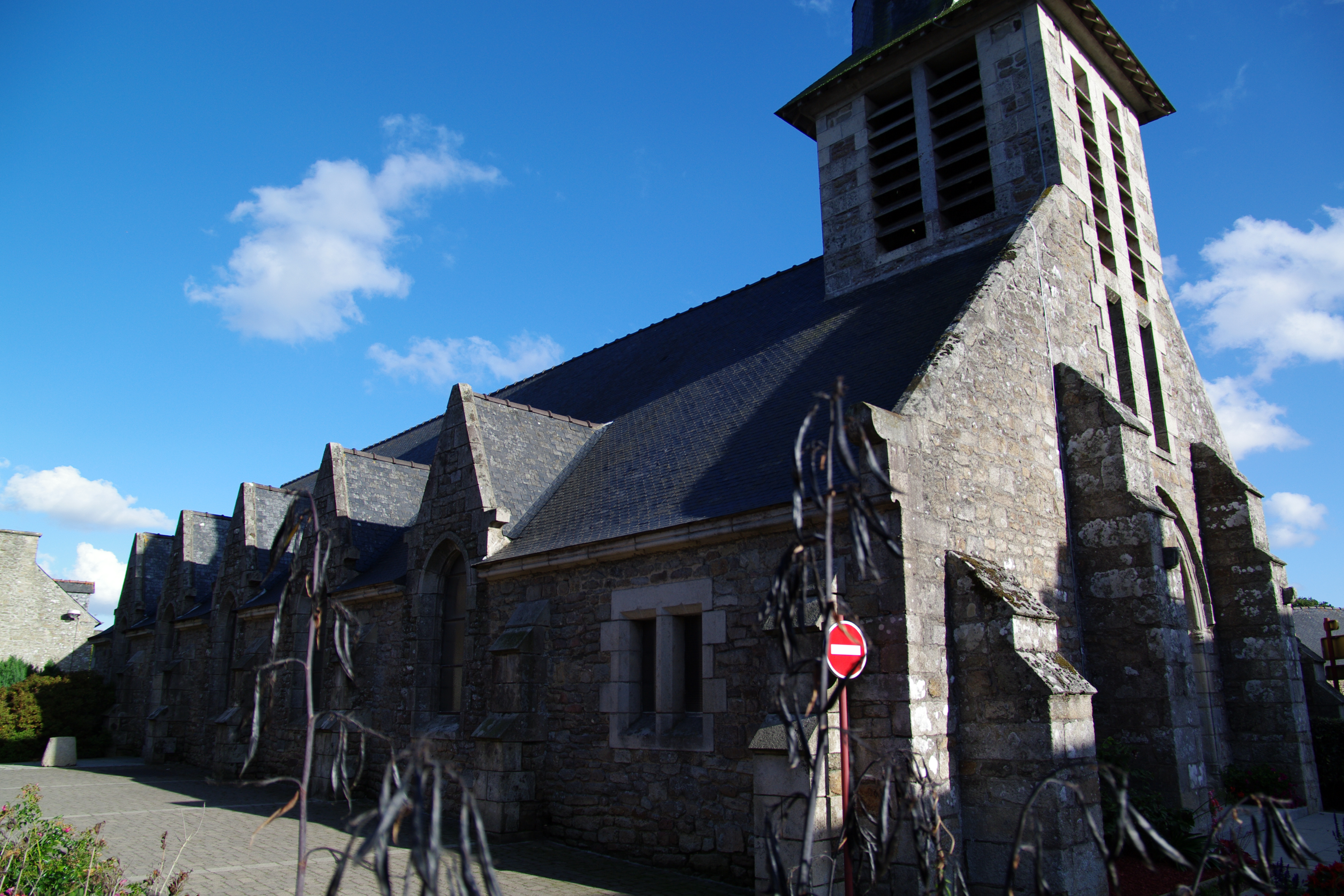
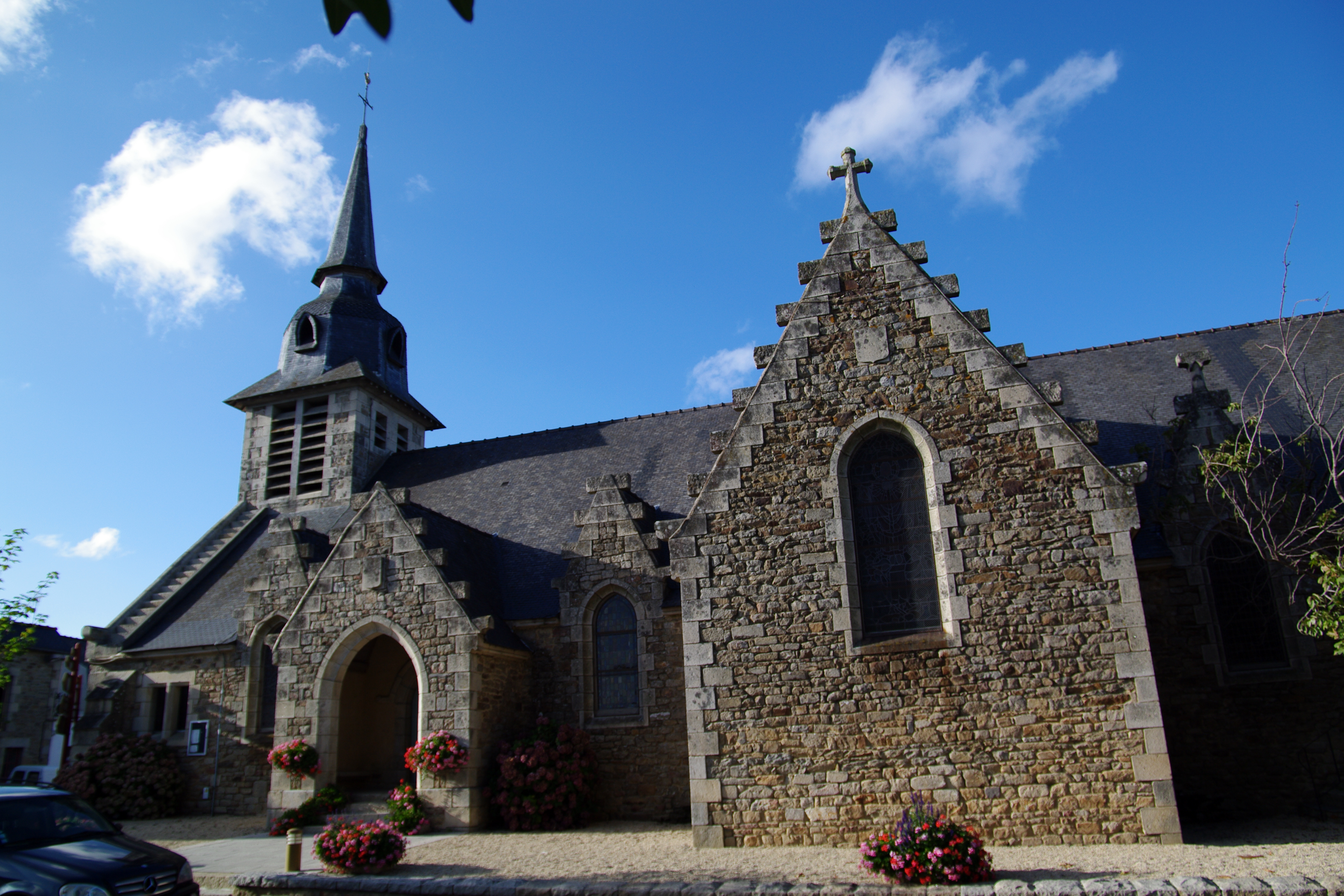
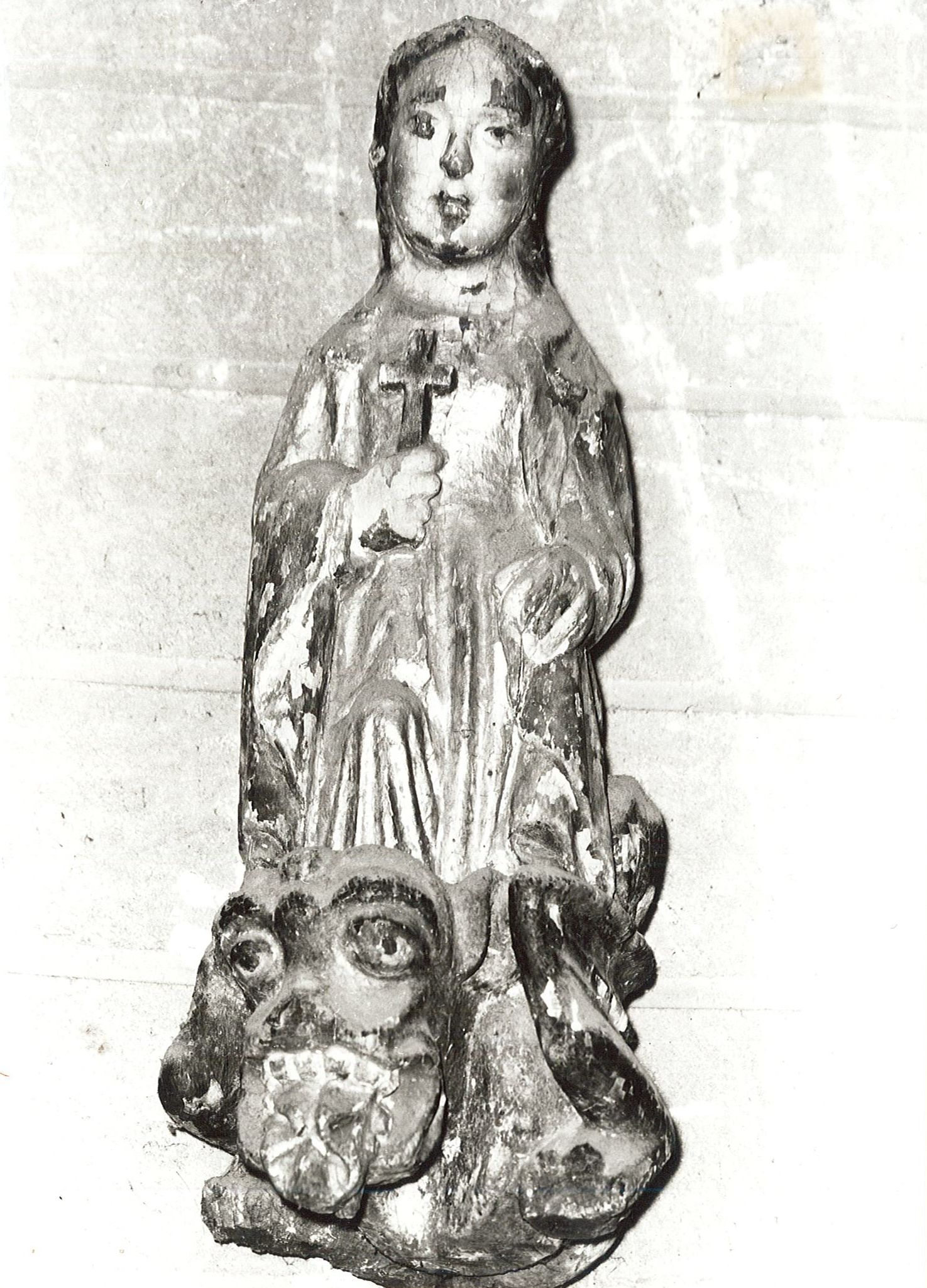